# Station Le Palais
Station Le Palais is een spoorwegstation in de Franse gemeente Le Palais-sur-Vienne.